# Jagiellonia Białystok w sezonie 1963/1964

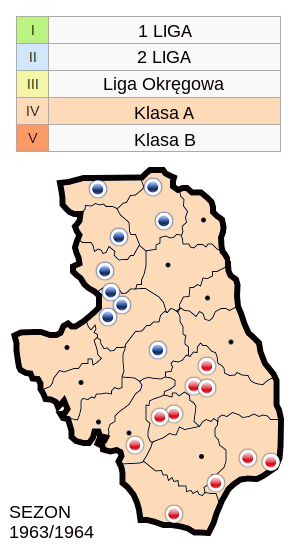
BOZPN - Zespoły występujące w Klasie A w sezonie 1963/64

Jagiellonia Białystok przystąpiła do rozgrywek klasy A Białostockiego OZPN.

## IV poziom rozgrywkowy
Rozgrywki klasy A zostały zdominowane przez zespół Puszczy Hajnówka, która wygrała wszystkie swoje mecze! Jagiellonia do końca walczyła o awans, ale tym razem musiała uznać wyższość rywala.

## Tabela Klasy A (Grupa I) Białostocki OZPN
| Lp. | Drużyna                 | M  | Z  | R | P  | Bramki | Bramki | Różn. | Pkt. | Uwagi         |
| --- | ----------------------- | -- | -- | - | -- | ------ | ------ | ----- | ---- | ------------- |
| 1   | Puszcza Hajnówka        | 18 | 18 | 0 | 0  | 93     | 11     | +82   | 36   | Awans kl.Okr. |
| 2   | Jagiellonia Białystok   | 18 | 14 | 1 | 3  | 73     | 24     | +49   | 29   |               |
| 3   | Żubr Białowieża         | 18 | 12 | 1 | 5  | 45     | 30     | +15   | 25   |               |
| 4   | Pogoń Łapy              | 18 | 10 | 1 | 7  | 64     | 42     | +22   | 21   |               |
| 5   | Gwardia II Białystok    | 18 | 9  | 2 | 7  | 53     | 35     | +18   | 20   |               |
| 6   | LZS Uhowo               | 18 | 7  | 0 | 11 | 43     | 49     | -6    | 14   |               |
| 7   | Cresovia Siemiatycze    | 18 | 6  | 1 | 11 | 38     | 72     | -35   | 13   |               |
| 8   | Supraślanka Supraśl (b) | 18 | 5  | 2 | 11 | 26     | 66     | -40   | 12   | Spadek kl.B   |
| 9   | LZS Szepietowo          | 18 | 4  | 1 | 13 | 29     | 54     | -25   | 9    | Spadek kl.B   |
| 10  | Orzeł Kleszczele (b)    | 18 | 0  | 1 | 17 | 15     | 96     | -81   | 1    | Spadek kl.B   |

## Mecze
| Mecze i wyniki | Mecze i wyniki         | Mecze i wyniki    | Mecze i wyniki | Mecze i wyniki | Mecze i wyniki       | Mecze i wyniki | Mecze i wyniki                | Poz w lidze. | Poz w lidze. | Poz w lidze. |
| Lp. | Data                   | Rozgrywki         | F.             | D/W            | Przeciwnik           | Wynik          | Strzelcy bramek               | M.           | P.           | Br.          |
| --- | ---------------------- | ----------------- | -------------- | -------------- | -------------------- | -------------- | ----------------------------- | ------------ | ------------ | ------------ |
| 1 | 4.08.1963              | PP OKR. 1/8       | -              | -              | Gwardia Białystok    | 3:2            | Pieszkin, Frelek, Hryniewicki | awans        | awans        | awans        |
| 2 | ?.?.1963               | PP OKR. 1/4       | -              | -              | b.d.                 | b.d.           |                               | odpadnięcie  | odpadnięcie  | odpadnięcie  |
| 3 371 | 25.08.1963 Kleszczele  | Klasa A - 1 kol.  | b.d.           | W              | Orzeł Kleszczele     | 2:4            |                               | ?            | 2            | 4:2          |
| 4 372 | 01.09.1963 Białystok   | Klasa A - 2 kol.  | b.d.           | D              | Supraślanka Supraśl  | 5:1            |                               | 3            | 4            | 9:3          |
| 5 373 | 08.09.1963 Siemiatycze | Klasa A - 3 kol.  | b.d.           | W              | Cresovia Siemiatycze | 1:5            |                               | 3            | 6            | 14:4         |
| 6 374 | 15.09.1963 Białystok   | Klasa A - 4 kol.  | b.d.           | D              | LZS Szepietowo       | 7:2            |                               | 3            | 8            | 21:6         |
| 7 375 | 22.09.1963 Białowieża  | Klasa A - 5 kol.  | b.d.           | W              | Żubr Białowieża      | 3:3            |                               | 3            | 9            | 24:9         |
| 8 376 | 29.09.1963 Uhowo       | Klasa A - 6 kol.  | b.d.           | W              | LZS Uhowo            | 0:2            |                               | 2            | 11           | 26:9         |
| 9 377 | 06.10.1963 Białystok   | Klasa A - 7 kol.  | b.d.           | D              | Puszcza Hajnówka     | 1:3            |                               | 2            | 11           | 27:12        |
| 10 378 | 13.10.1963 Białystok   | Klasa A - 8 kol.  | b.d.           | W              | Gwardia II Białystok | 2:5            |                               | 2            | 13           | 32:14        |
| 11 379 | 20.10.1963 Białystok   | Klasa A - 9 kol.  | b.d.           | D              | Pogoń Łapy           | 6:2            |                               | 3            | 15           | 38:16        |
| 12 380 | 19.04.1964 Białystok   | Klasa A - 10 kol. | b.d.           | D              | Orzeł Kleszczele     | 6:0            |                               | 2            | 17           | 44:16        |
| 13 381 | 26.04.1964 Supraśl     | Klasa A - 11 kol. | b.d.           | W              | Supraślanka Supraśl  | 0:1            |                               | 2            | 19           | 45:16        |
| 14 382 | 03.05.1964 Białystok   | Klasa A - 12 kol. | b.d.           | D              | Cresovia Siemiatycze | 2:0            |                               | 2            | 21           | 47:16        |
| 15 383 | 10.05.1964 Szepietowo  | Klasa A - 13 kol. | b.d.           | W              | LZS Szepietowo       | 1:7            |                               | 2            | 23           | 54:17        |
| 16 384 | 17.05.1964 Białystok   | Klasa A - 14 kol. | b.d.           | D              | Żubr Białowieża      | 5:0            |                               | 2            | 25           | 59:17        |
| 17 385 | 24.05.1964 Białystok   | Klasa A - 15 kol. | b.d.           | D              | LZS Uhowo            | 7:0            |                               | 2            | 27           | 66:17        |
| 18 386 | 31.05.1964 Hajnówka    | Klasa A - 16 kol. | b.d.           | W              | Puszcza Hajnówka     | 3:1            |                               | 2            | 27           | 67:20        |
| 19 387 | 07.06.1964 Białystok   | Klasa A - 17 kol. | b.d.           | D              | Gwardia II Białystok | 4:1            |                               | 2            | 29           | 71:21        |
| 20 388 | 12.06.1964 Łapy        | Klasa A - 18 kol. | b.d.           | W              | Pogoń Łapy           | 3:0(vo)        |                               | 2            | 29           | 71:24        |
| - rozgrywki ligowe, - rozgrywki pucharu polski, - rozgrywki pucharu ligi, - rozgrywki ligi europejskiej, - mecze barażowe lub eliminacyjne, - inne. Liczba meczów w sezonie:1 2 (wszystkie mecze na najwyższym poziomie rozgrywkowym)3 (wszystkie mecze w rozgrywkach ligowych bez baraży) , Puchar Polski: 2 (mecze Pucharu Polski na szczeblu centralnym)3 (wszystkie mecze w Pucharze Polski) |                        |                   |                |                |                      |                |                               |              |              |              |

- Po sezonie zweryfikowano mecz Supraślanka : Jagiellonia z 0:1 na 0:3 (vo), powodem był występ nie uprawnionego zawodnika. Nie miało to znaczenia jeżeli chodzi o tabelę, a jedynie bilans bramkowy 73:24.

## Mecze towarzyskie
- 27.10.1964, Białystok, Jagiellonia : Tur Bielsk Podlaski 2:1, bramki: Lenkiewicz 54' Frelek 79', widzów ponad 500, mecz z okazji 70-lecia Związków Zawodowych Pracowników Budowlanych[1].
- 4.11.1964, Białystok, Jagiellonia : Włókniarz Białystok 3:2, bramki:Pieszkin, Lasota, Frelek, widzów ponad 500.[2]